# Liu Xiangrong
Liu Xiangrong (née le 6 juin 1988) est une athlète chinoise, spécialiste du lancer du poids. 

## Biographie
Le 20 août 2017, elle est contrôlée positive à un test antidopage lors d'un contrôle hors-compétition en Chine. Le 27 avril 2018, elle est suspendue pour deux ans, à compter du 12 septembre 2017.

## Palmarès
| Date | Compétition                    | Lieu     | Résultat | Marque  |
| ---- | ------------------------------ | -------- | -------- | ------- |
| 2007 | Championnats d'Asie            | Amman    | 1re      | 17,65 m |
| 2009 | Championnats du monde          | Berlin   | 10e      | 18,52 m |
| 2009 | Championnats d'Asie            | Canton   | 2e       | 17,55 m |
| 2011 | Championnats d'Asie            | Kōbe     | 2e       | 18,30 m |
| 2012 | Championnats d'Asie en salle   | Hangzhou | 1re      | 18,37 m |
| 2012 | Championnats du monde en salle | Istanbul | 5e       | 18,63 m |
| 2012 | Jeux olympiques                | Londres  | 5e       | 19,18 m |
| 2013 | Championnats d'Asie            | Pune     | 1re      | 18,67 m |
| 2013 | Universiade                    | Kazan    | 2e       | 18,58 m |
| 2013 | Championnats du monde          | Moscou   | 9e       | 18,04 m |
| 2013 | Jeux de l'Asie de l'Est        | Tianjin  | 1re      | 18,40 m |

## Records
| Épreuve         | Épreuve      | Performance | Lieu      | Date            |
| --------------- | ------------ | ----------- | --------- | --------------- |
| Lancer du poids | En plein air | 19,24 m     | Wiesbaden | 25 juillet 2012 |
| Lancer du poids | En salle     | 18,81 m     | Nankin    | 6 mars 2013     |